# Antônia Lúcia
Antônia Luciléia Cruz Ramos Câmara, mais conhecida por Antônia Lúcia (Senador Guiomard, Acre, 17 de julho de 1970), é uma economista, missionária, e política brasileira.
Bispa da Igreja Assembleia de Deus do Brasil, Foi vice-presidente da Comissão de Direitos Humanos e Minorias da Câmara dos Deputados do Brasil durante a 54° Legislatura. Formada em Economia, exerceu o mandato de deputada federal entre os anos de 2011 e 2015.

## Carreira Política
No período, foi autora da PEC que deu autonomia Administrativa e Financeira às Defensoria Públicas.
Também atuou propondo Emendas Parlamentares para aquisição de ônibus à serem equipados como escritório para a Defensoria Pública do Estado do Acre.
Nas eleições de 2018, obteve 15.336 votos, não chegou a ser eleita mas se tornou primeira suplente do então deputado federal eleito Alan Rick.
Já nas eleições de 2020, disputou como candidata a vice-prefeita da capital Rio Branco, na chapa de Roberto Duarte.
Filiou-se ao Partido Republicanos em março de 2022, e nas gerais de 2022, Antônia Lúcia concorreu como deputada federal.
Foi reeleita em 2022, com 16.280 votos para o Cargo de Deputada Federal pelo partido Republicanos no Acre.
Antônia Lúcia Câmara é casada com o também deputado federal Silas Câmara (Republicanos-AM).

### Controvérsias
Em 2023, a filha de Antônia Lúcia, Gabriela Câmara, usou as redes sociais para acusar a mãe de cárcere privado, após a deputada federal fazer acusações contra o genro, Cristian Sales, e o pai dele, o deputado estadual do Acre, Manoel Moraes. A parlamentar apresentou detalhes sobre a situação e afirmou ter agido dentro da legalidade ao buscar suas netas com a autorização dos pais.
Em julho de 2024, Antônia Lúcia e a filha, Milena Ramos Câmara de Godoy, foram condenadas pela Justiça Federal por improbidade administrativa por utilizarem recursos públicos para pagar um funcionário particular entre os anos de 2011 e 2012, durante o seu primeiro mandato. Lúcia e Godoy deverão perder os direitos políticos por 10 anos, ser proibidas de contratar com o poder público pelo mesmo período, além de pagamento de multa no valor da remuneração paga ao homem no período mencionado.
O Ministério Público Federal (MPF) afirmou que o funcionário era contratado como assessor parlamentar do gabinete de Antônia Lúcia em Rio Branco, no entanto, atuava como eletricista na TV e rádio religiosa Boas Novas, da qual Milena é sócia-proprietária. Dessa forma, o órgão entendeu que a prática configura enriquecimento ilícito.

## Posições políticas

### Defesa do Agronegócio
Integrante da Frente Parlamentar em Defesa do Agronegócio, Antônia aparece como uma das principais defensoras do agronegócio no estado do Acre.